# Stylidium desertorum
Stylidium desertorum är en tvåhjärtbladig växtart som beskrevs av S. Carlquist. Stylidium desertorum ingår i släktet Stylidium och familjen Stylidiaceae. Inga underarter finns listade i Catalogue of Life.